# Jo Ann Pflug
Jo Ann Pflug (* 2. Mai 1940 in Atlanta, Georgia), auch JoAnn Pflug, ist eine US-amerikanische Schauspielerin in Film und Fernsehen. Sie spielte Rollen in Filmen wie M.A.S.H., Catlow – Leben ums Verrecken, Wo tut's weh? oder Mitternacht im Garten von Gut und Böse.

## Leben und Karriere
Jo Ann Pflug wurde 1940 in Atlanta im Bundesstaat Georgia geboren. Ihr Vater, J. Lynn Pflug, wurde 1958 zum Bürgermeister von Winter Park gewählt. Im selben Jahr absolvierte Jo Ann Pflug die Winter Park High School in Winter Park, Florida, in der Nähe von Orlando. Danach studierte sie an der University of Miami in Coral Gables in Florida. 1966 startete sie ihre Film- und Fernsehkarriere.
Pflugs erste große Kinorolle spielte sie 1970 in Robert Altmans erfolgreicher Militärsatire M.A.S.H. als US Army Krankenschwester Lt Maria „Dish“ Schneider. Weitere Rollen auf der Leinwand hatte sie 1971 in dem humorvollen Western von Regisseur Sam Wanamaker in Catlow – Leben ums Verrecken an der Seite von Yul Brynner, Richard Crenna und Daliah Lavi und 1972 als Partnerin von Peter Sellers in Rod Amateaus Komödie Wo tut's weh?. Ende der 1990er Jahre sah man sie nochmals in Nebenrollen in Jack N. Greens Kriminalfilm Traveller – Die Highway-Zocker mit Bill Paxton, Mark Wahlberg und Julianna Margulies und in Clint Eastwoods Drama Mitternacht im Garten von Gut und Böse.
Seit Mitte der 1960er Jahre war sie auch eine vielbeschäftigte Darstellerin in vielen US-amerikanischen Fernsehfilmen und Fernsehserien wie The Beverly Hillbillies (1966), Big Valley (1967), Dr. med. Marcus Welby (1970), Ein Sheriff in New York (1972), Quincy (1977–1979), Love Boat (1978–1984), Ein Duke kommt selten allein (1979), Vegas (1979), Drei Engel für Charlie (1979), Fantasy Island (1980–1982), Knight Rider (1984), Matt Houston (1984), Mike Hammer (1986), Die Colbys – Das Imperium (1986) oder B.L. Stryker (1989).
Komplexere TV-Rollen spielte sie als Invisible Woman alias Susan Storm Richards von 1967 bis 1968 in 18 Episoden der Fernsehserie Die fantastischen Vier, des Weiteren in der Fernsehserie Einsatz Petticoat, wo sie von 1978 bis 1979 in 10 Episoden den Charakter der Lt. Katherine O’Hara verkörperte und in der Fernsehserie Ein Colt für alle Fälle in den Jahren 1981 bis 1982 wo sie in 22 Episoden den Part der Samantha ‚Big Jack‘ Jack spielte.
Jo Ann Pflugs Filmkarriere umfasst über 40 internationale Kino-, Fernsehfilme und Fernsehserien. Von 1972 bis 1980 war Jo Ann Pflug mit dem US-amerikanischen Quizmaster Chuck Woolery verheiratet. Sie haben zusammen eine Tochter namens Melissa.

## Filmografie (Auswahl)

### Kino
- 1966: Cyborg 2087
- 1970: M.A.S.H. (MASH)
- 1971: Catlow – Leben ums Verrecken (Catlow)
- 1972: Wo tut's weh? (Where Does It Hurt?)
- 1997: Traveller – Die Highway-Zocker (Traveller)
- 1997: Mitternacht im Garten von Gut und Böse (Midnight in the Garden of Good and Evil)

### Fernsehen
- 1966: The Beverly Hillbillies (Fernsehserie, 1 Episode)
- 1967: Big Valley (Fernsehserie, 1 Episode)
- 1967–1968: Die fantastischen Vier (Fernsehserie, 18 Episoden als Invisible Woman / Susan Storm Richards)
- 1970: Bracken's World (Fernsehserie, 1 Episode)
- 1970: Dr. med. Marcus Welby (Fernsehserie, 1 Episode)
- 1971: A Step Out of Line (Fernsehfilm)
- 1971: They Call It Murder (Fernsehfilm)
- 1971–1973: Love, American Style (Fernsehserie, 3 Episoden)
- 1972: Search (Fernsehserie, 1 Episode)
- 1972: Los Angeles 1937 (Fernsehserie, 1 Episode)
- 1972: Ein Sheriff in New York (Fernsehserie, 1 Episode)
- 1973: Alias Smith und Jones (Fernsehserie, 1 Episode)
- 1973: The Night Strangler (Fernsehfilm)
- 1973: The Delphi Bureau (Fernsehserie, 1 Episode)
- 1974: Scream of the Wolf (Fernsehfilm)
- 1974: The Underground Man (Fernsehfilm)
- 1974: Shakespeare Loves Rembrandt (Fernsehfilm)
- 1975: The Wide World of Mystery (Fernsehserie, 1 Episode)
- 1975: Adam-12 (Fernsehserie, 1 Episode)
- 1975: The Bob Crane Show (Fernsehserie, 1 Episode)
- 1976: Gemini Man (Fernsehserie, 1 Episode)
- 1977–1979: Quincy (Fernsehserie, 4 Episoden)
- 1978–1979: Einsatz Petticoat (Fernsehserie, 10 Episoden als Lt. Katherine O’Hara)
- 1978–1984: Love Boat (Fernsehserie, 4 Episoden)
- 1979: Ein Duke kommt selten allein (Fernsehserie, 1 Episode)
- 1979: Vegas (Fernsehserie, 1 Episode)
- 1979: Drei Engel für Charlie (Fernsehserie, 1 Episode)
- 1980: The Day the Women Got Even (Fernsehfilm)
- 1980–1982: Fantasy Island (Fernsehserie, 2 Episoden)
- 1981–1982: Ein Colt für alle Fälle (Fernsehserie, 22 Episoden als Samantha 'Big Jack' Jack)
- 1983: One Day at a Time (Fernsehserie, 1 Episode)
- 1984: Knight Rider (Fernsehserie, 1 Episode)
- 1984: Matt Houston (Fernsehserie, 1 Episode)
- 1984: The Four Seasons (Fernsehserie, 2 Episoden)
- 1984: Rituals (Fernsehserie, 1 Episode)
- 1986: New Love, American Style (Fernsehserie, 1 Episode)
- 1986: Mike Hammer – Entführung in Hollywood (Fernsehfilm)
- 1986: Die Colbys – Das Imperium (Fernsehserie, 1 Episode)
- 1989: B.L. Stryker (Fernsehserie, 1 Episode)

### Kurzfilm
- 1976: Sonic Boom